# Trouble (Leona Lewis)
Trouble è un brano musicale estratto come secondo singolo dal terzo album della cantante Leona Lewis, Glassheart. La canzone è stata scritta dalla stessa cantante insieme a James Murray, Shahid Khan, Emeli Sandé, Mustafa Omer, Harry Craze, Hugo Chegwin e Fraser T Smith e prodotta da quest'ultimo con la collaborazione di Naughty Boy, Chris Loco e Orlando Tucker.
Trouble è stato pubblicato ad oltre un anno di distanza rispetto al precedente singolo estratto dall'album, Collide.

## Tracce
Download digitale
1. Trouble (feat. Childish Gambino) - 3:42
2. Trouble (Acoustic) - 3:41
3. Trouble (Wookie Remix) - 3:05
4. Trouble (Wideboys Radio Remix) - 3:46

## Vendite
Trouble ha debuttato al 7º posto nella Official Singles Chart con una vendita pari a 36 025 copie, diventando il nono singolo della cantante ad avere raggiunto la top 10 nel Regno Unito..

## Classifiche
| Classifica (2012)            | Posizione massima |
| ---------------------------- | ----------------- |
| Irlanda                      | 21                |
| Regno Unito                  | 7                 |
| Svizzera                     | 75                |
| Austria                      | 32                |
| Portogallo                   | 28                |
| Germania                     | 27                |
| Corea Singoli Internazionali | 23                |
| Taiwan                       | 10                |